# 인과 구조
일반 상대성이론에서 인과 구조(因果構造, 영어: causal structure)는 시공간의 점들 사이에, 상대성이론에 따라 어떤 점이 다른 어떤 점에 물리적으로 영향을 줄 수 있는지에 대한 관계를 나타낸다.

## 정의
로런츠 다양체 {\displaystyle (M,g)}가 주어졌다고 하고, 계량 부호수를 −+++로 잡자.

### 벡터의 분류
어떤 점 {\displaystyle x\in M}에서의 벡터 {\displaystyle v\in T_{x}M}는 다음과 같이 분류된다.
- 만약 {\displaystyle g(v,v)<0}이라면 {\displaystyle v}를 시간꼴(영어: timelike)이라고 한다.
- 만약 {\displaystyle g(v,v)=0}이라면 {\displaystyle v}를 영벡터(영어: null vector)라고 한다.
- 만약 {\displaystyle g(v,v)>0}이라면 {\displaystyle v}를 공간꼴(영어: spacelike)이라고 한다.

시간꼴/영/공간꼴 벡터장은 모든 점에서 시간꼴/영벡터/공간꼴인 벡터장이다. 인과 벡터장(영어: causal vector field)은 모든 점에서 시간꼴이거나 영벡터인 벡터장이다.
만약 어떤 곡선 {\displaystyle \gamma (t)}의 접벡터 {\displaystyle d\gamma /dt}가 항상 시간꼴이라면, 이를 시간꼴 곡선이라고 한다. 마찬가지로 영벡터 곡선이나 공간꼴 곡선도 정의할 수 있다. 인과적 곡선(영어: causal curve)은 모든 점에서 접벡터가 영벡터이거나 시간꼴인 곡선이다.

### 시간 방향
점 {\displaystyle x\in M}에서, 시간꼴 벡터 {\displaystyle v\in T_{x}M}들의 집합에 다음과 같은 동치 관계를 주자.
{\displaystyle u\sim v\Leftrightarrow g(u,v)<0}
이에 따라, {\displaystyle x}에서의 모든 시간꼴 벡터들은 두 동치류로 분류할 수 있다. {\displaystyle x}에서의 시간 방향은 이 둘 가운데 하나를 선택한 것이며, 선택된 방향을 미래 방향, 선택되지 않은 방향을 과거 방향이라고 한다.
만약 로런츠 다양체 {\displaystyle M} 전체에 시간 방향을 연속적으로 줄 수 있다면 {\displaystyle M}을 시간 가향(영어: time-orientable)하다고 한다.
미래 방향 시간꼴 벡터장(영어: future-oriented timelike vector field)은 모든 점에서 미래 방향 벡터 값을 갖는 시간꼴 벡터장이다. 마찬가지로, 과거 방향 시간꼴 벡터장(영어: past-oriented timelike vector field)은 모든 점에서 과거 방향 벡터 값을 갖는 시간꼴 벡터장이다.

### 인과 관계
두 점 {\displaystyle x,y\in M} 사이에 다음과 같은 관계를 정의할 수 있다.
- 만약 {\displaystyle x}에서 {\displaystyle y}로 가는 미래 방향 시간꼴 곡선이 존재한다면 {\displaystyle x}가 {\displaystyle y}보다 시간 순으로 선행한다(영어: chronologically precedes)고 하고, {\displaystyle x\ll y}라고 쓴다.
- 만약 {\displaystyle x}에서 {\displaystyle y}로 가는 미래 방향 인과 곡선이 존재한다면 {\displaystyle x}가 {\displaystyle y}보다 인과적으로 선행한다(영어: causally precedes)고 하고, {\displaystyle x\prec y}라고 쓴다.

마찬가지로, 그 반대 개념인 시간 순 후행 ({\displaystyle x\gg y}) 및 인과적 후행({\displaystyle x\succ y})도 정의할 수 있다.
이들은 추이법칙을 만족시킨다. 즉
{\displaystyle x\ll y,y\ll z\implies x\ll z}
{\displaystyle x\prec y,y\prec z\implies x\prec z}
또한, 인과적 선행은 시간 순 선행보다 더 약한 개념이다.
{\displaystyle x\ll y\implies x\prec y}
{\displaystyle x\ll y,y\prec z\implies x\ll z}
{\displaystyle x\prec y,y\ll z\implies x\ll z}
시간순/인과적 선행을 사용하여, 다음과 같은 미래 및 과거 개념을 정의할 수 있다.
- 점 {\displaystyle x}의 시간 순 미래 {\displaystyle I^{+}(x)}는 {\displaystyle x}보다 시간 순으로 후행하는 점들의 집합이다.

{\displaystyle I^{+}(x)=\{y\in M\colon x\ll y\}}
- 점 {\displaystyle x}의 시간 순 과거 {\displaystyle I^{-}(x)}는 {\displaystyle x}보다 시간 순으로 선행하는 점들의 집합이다.

{\displaystyle I^{-}(x)=\{y\in M\colon x\gg y\}}
- 점 {\displaystyle x}의 인과적 미래 {\displaystyle J^{+}(x)}는 {\displaystyle x}보다 인과적으로 후행하는 점들의 집합이다.

{\displaystyle J^{+}(x)=\{y\in M\colon x\prec y\}}
- 점 {\displaystyle x}의 인과적 과거 {\displaystyle J^{-}(x)}는 {\displaystyle x}보다 인과적으로 선행하는 점들의 집합이다.

{\displaystyle J^{-}(x)=\{y\in M\colon x\succ y\}}

### 점근적 과거와 미래
시공간 {\displaystyle (M,g)}를 등각 콤팩트화 {\displaystyle (M,g)\hookrightarrow ({\tilde {M}},g)}할 수 있다고 하자. 즉,
{\displaystyle {\tilde {M}}=M\sqcup \partial {\tilde {M}}}
이다. 이 경우
- {\displaystyle {\tilde {M}}}의 미래 시간꼴 무한(영어: future timelike infinity) {\displaystyle i^{+}\subset \partial {\tilde {M}}}는 {\displaystyle M}에서 시작하는 시간꼴 곡선들의 미래 방향 끝점들의 집합이다.
- {\displaystyle {\tilde {M}}}의 과거 시간꼴 무한(영어: past timelike infinity) {\displaystyle i^{-}\subset \partial {\tilde {M}}}는 {\displaystyle M}에서 끝나는 시간꼴 곡선들의 과거 방향 끝점들의 집합이다.
- {\displaystyle {\tilde {M}}}의 공간꼴 무한(영어: spacelike infinity) {\displaystyle i^{0}\subset \partial {\tilde {M}}}은 {\displaystyle M}에서 시작하는 공간꼴 곡선들의 끝점들의 집합이다.
- {\displaystyle {\tilde {M}}}의 미래 영벡터 무한(영어: future null infinity) {\displaystyle {\mathcal {I}}^{+}\subset \partial {\tilde {M}}}은 {\displaystyle M}에서 시작하는 영벡터 곡선들의 미래 방향 끝점의 집합이다. 이는 보통 "스크라이 플러스"로 발음하는데, 이는 LaTeX 매크로 {\scr I}^+에서 유래한다.
- {\displaystyle {\tilde {M}}}의 과거 영벡터 무한(영어: past null infinity) {\displaystyle {\mathcal {I}}^{-}\subset \partial {\tilde {M}}}은 {\displaystyle M}에서 끝나는 영벡터 곡선들의 과거 방향 끝점의 집합이다. 이는 보통 "스크라이 마이너스"로 발음하는데, 이는 LaTeX 매크로 {\scr I}^-에서 유래한다.

## 같이 보기
- 인과 집합
- 닫힌 시간꼴 곡선
- 우주 검열 가설
- 대역적 쌍곡 다양체
- 펜로즈 그림
- 펜로즈–호킹 특이점 정리
- 시공간

## 참고 문헌
- Hawking, Stephen; G. F. R. Ellis (1975년 3월). 《The large scale structure of space-time》. Cambridge Monographs on Mathematical Physics (영어). Cambridge: Cambridge University Press. doi:10.1017/CBO9780511524646. 다음 글자 무시됨: ‘isbn 978-052109906-6 ’ (도움말);
- Gibbons, Gary W.; S. N. Solodukhin (2007년 6월). “The Geometry of Small Causal Diamonds”. 《Physics Letters B》 (영어) 649 (4): 317–324. arXiv:hep-th/0703098. Bibcode:2007PhLB..649..317G. doi:10.1016/j.physletb.2007.03.068.
- Hawking, Stephen; A.R. King, P.J. McCarthy (1976). “A new topology for curved space–time which incorporates the causal, differential, and conformal structures”. 《J. Math. Phys.》 (영어) 17 (2): 174-181.